# Intore
L'Intore est un danseur-guerrier de l'Afrique des Grands Lacs, principalement du Rwanda et du Burundi. Devenu danseur professionnel, c'était, avant l'ère coloniale, un jeune combattant d'élite éduqué à la cour du mwami ou auprès de chefs, pour qui les danses guerrières faisaient partie de sa formation militaire. Malgré l'évolution du contexte, l'Intore reste un symbole puissant, convoqué par les stratégies commerciales, touristiques ou idéologiques.           

## Étymologie
Intore est dérivé de gutora (« prendre ») ou gutorana (« prélever, choisir »), en kinyarwanda. Ce sont donc « les meilleurs ».

## Histoire

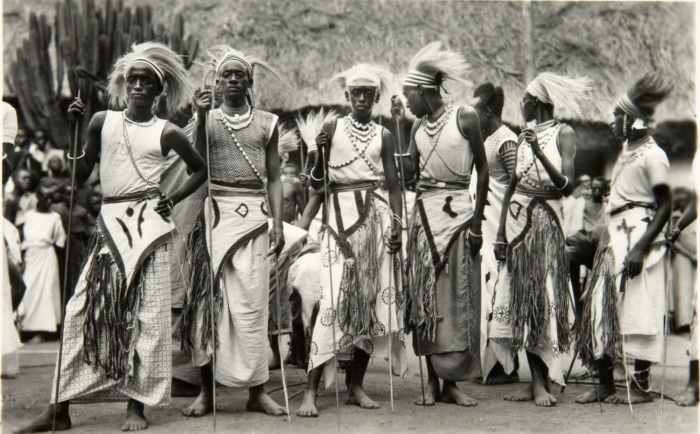
Danseurs du Rwanda
(1929-1937)

Dans le Rwanda précolonial, les Intore constituent des corps de jeunes guerriers, sélectionnés, formés et éduqués pour servir le mwami ou les chefs locaux. Cette pratique aurait été instaurée au début du XVIe siècle lorsque le mwami Mukobanya (Kigeli Ier) demanda aux principaux chefs d'envoyer leurs fils à la cour.
L'Itorero est l'institution qui les prend en charge pendant plusieurs années. Les Intore y reçoivent une formation intensive et très complète : poésie, art de la louange, danse, autodéfense, maîtrise de soi, lutte, lancer du javelot, course à pied, gusimbuka (une forme de saut en hauteur très spectaculaire). Dès l'âge de douze ans, les jeunes garçons rêvent d'accéder au statut très envié de l'Intore qui est un « élu ».
Les écrits des voyageurs européens laissent entendre que les Intore étaient nécessairement des Tutsis. Or les Hutus et les Twa n'en étaient pas exclus.
Avec l'arrivée des Allemands et des Belges, les tensions entre les royaumes s'apaisent, les milices sont démantelées et, dans les années cinquante, selon le père blanc Marcel Pauwels, la vogue des Intore semble passée. La plupart des chefs et des missions ont fini par y renoncer et seuls subsistent ceux du mwami à Nyanza et celui de la reine-mère à Shyogwe. Les danses deviennent des simulacres.
Le Ballet national du Rwanda (Urukerereza) est créé en 1974 à Nyanza, la capitale royale, qui en reste le siège jusqu'en 1994.
L'Intore est inscrit sur la liste représentative du patrimoine culturel immatériel de l'humanité par l'UNESCO en 2024.

## Costume et attributs
L'Intore porte une parure de tête en forme de longue crinière, confectionnée à partir de fibres végétales, de bananier ou de sisal (umugana), un baudrier brodé de perles, un pagne en peau de serval ou de léopard (inkindi), avec des franges sur les côtés.
Dans la main droite il tient une lance (icumu) et, dans la gauche, un petit bouclier de bois peint de motifs géométriques (ingabo)
Les danseurs sont accompagnés par des tambourinaires et parfois de petits instruments à vent. 
La mise en scène n'a pas tellement changé, mais dès 1959 le père Pauwels constate néanmoins une évolution :  l'habit des Intore est devenu beaucoup plus attrayant, grâce aux étoffes qui ont remplacé le cuir et aux perles de couleurs vives et variées. Dans le passé les Intore n'en portaient probablement pas, car elles étaient rares et coûteuses, mais plutôt des amulettes, des coquillages ou quelques bracelets.

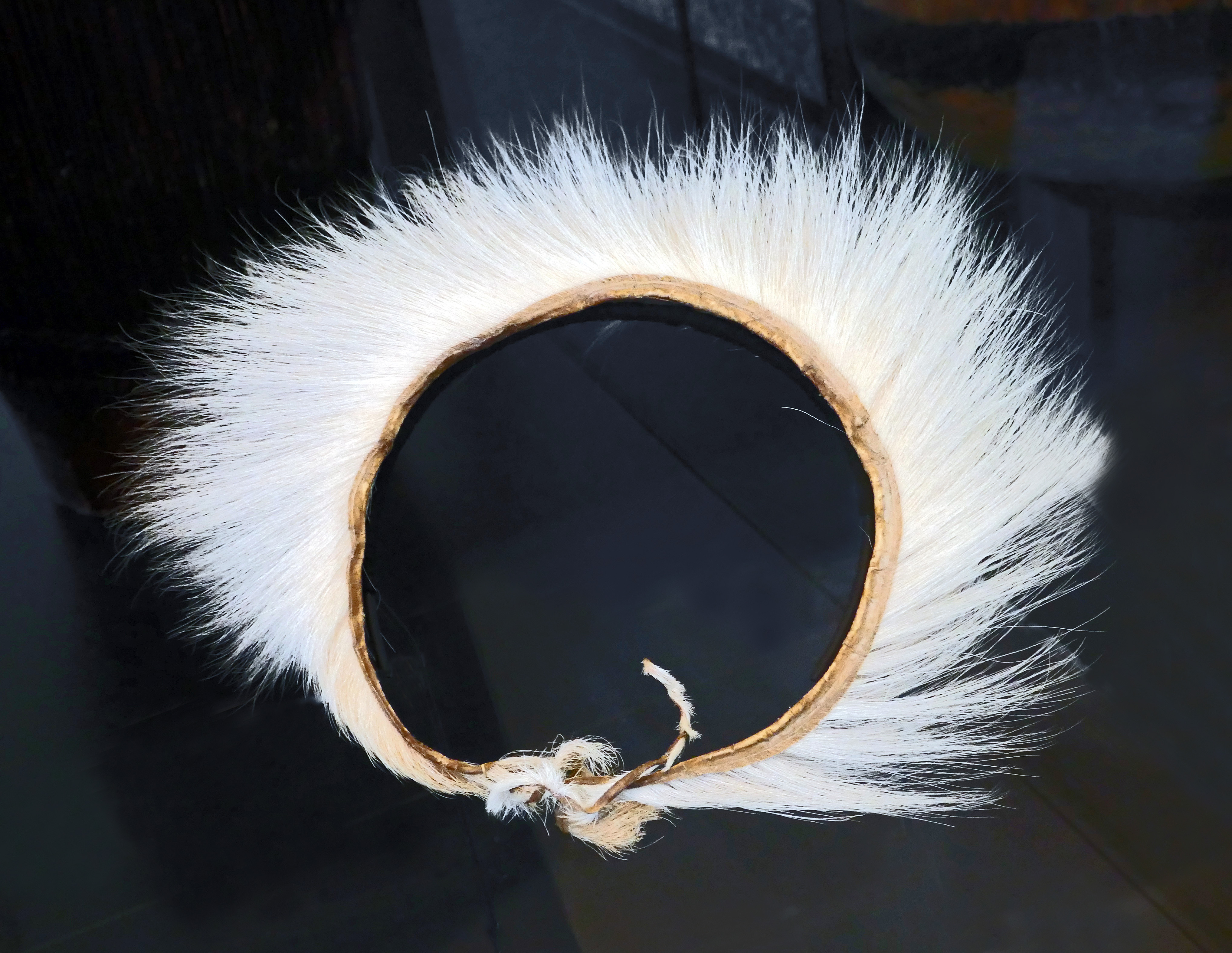
Diadème (Burundi[10]).
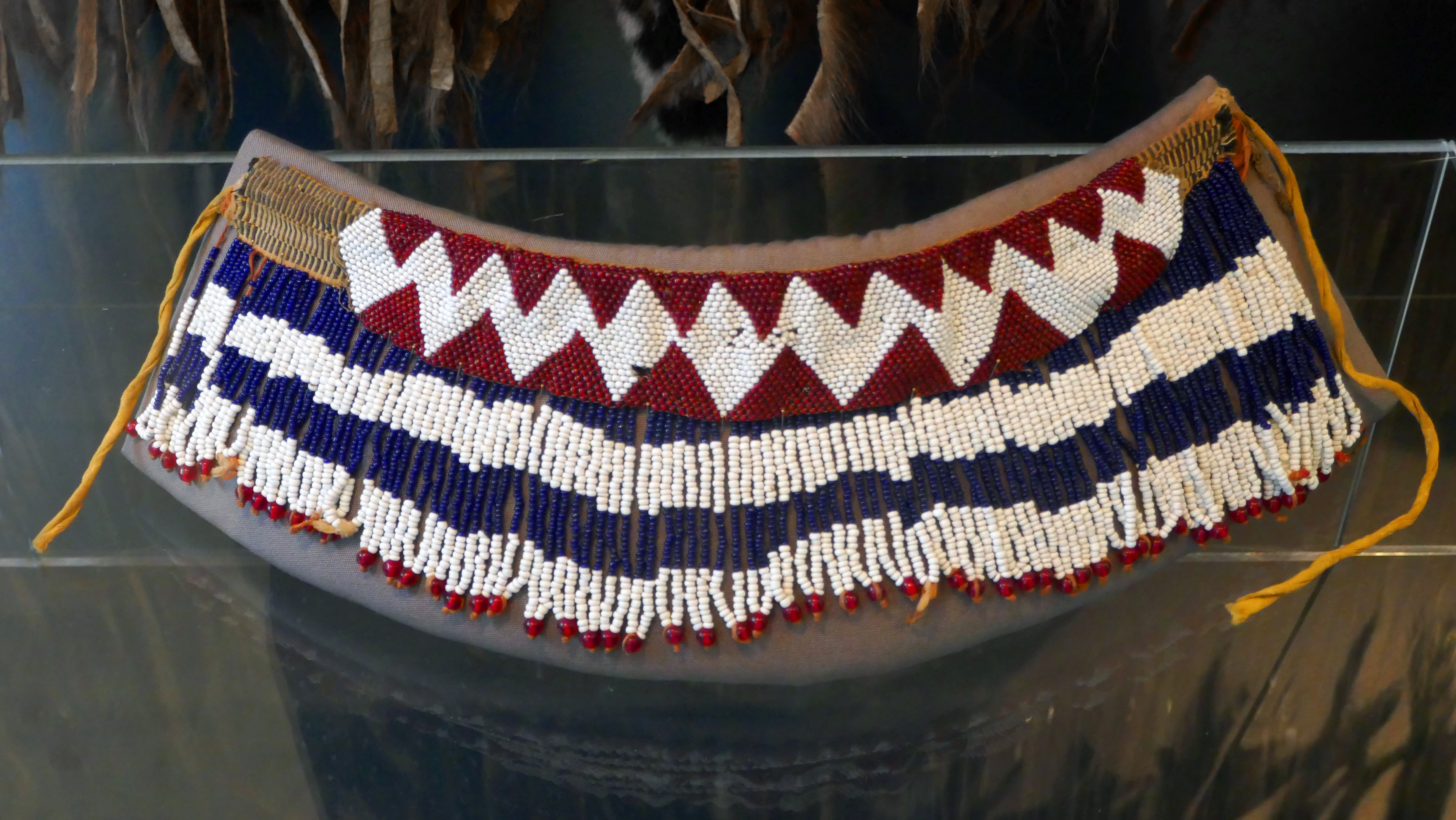
Bracelet (Burundi[10]).
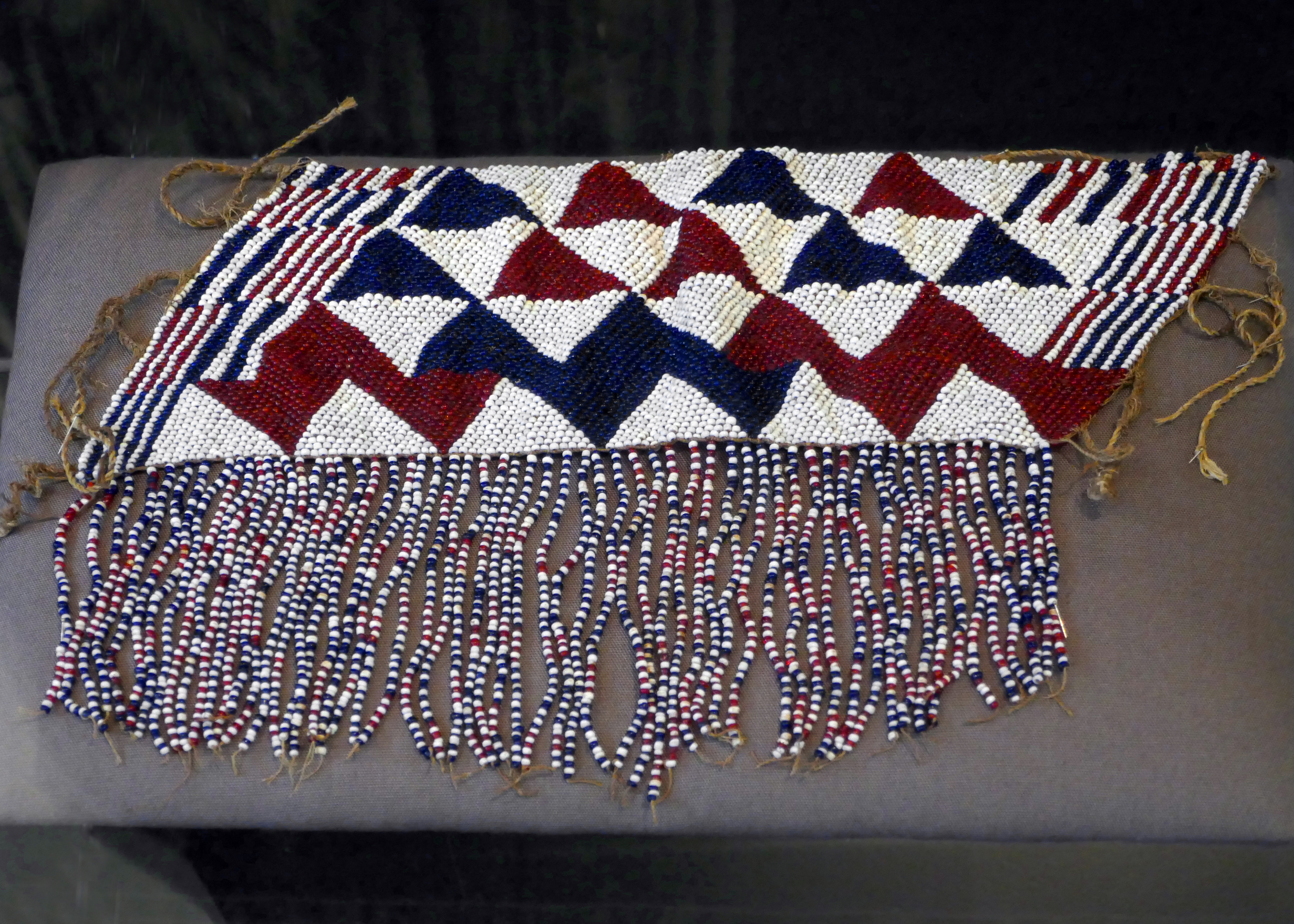
Brassard (Burundi[10]).
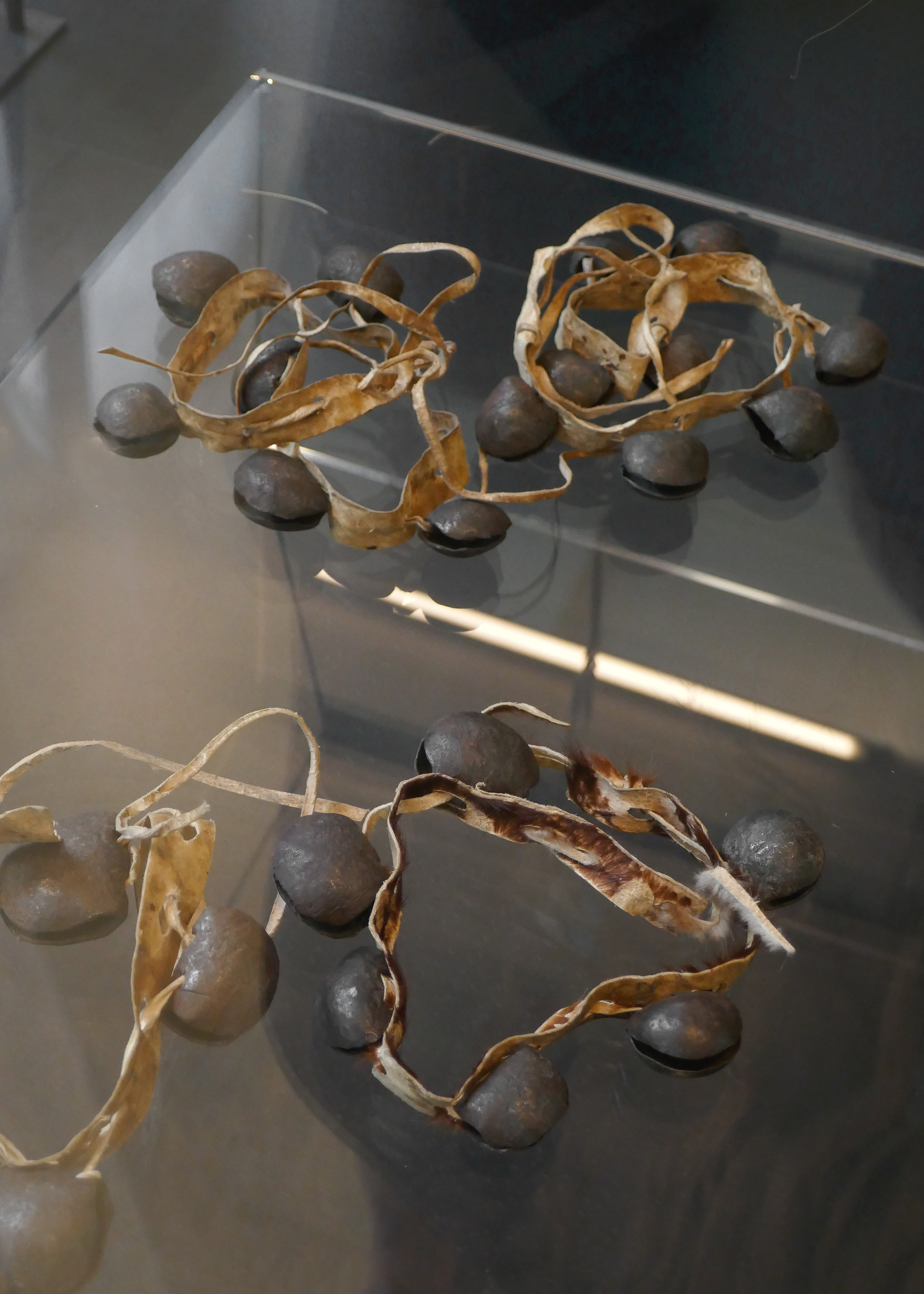
Sonnailles à grelots[10].
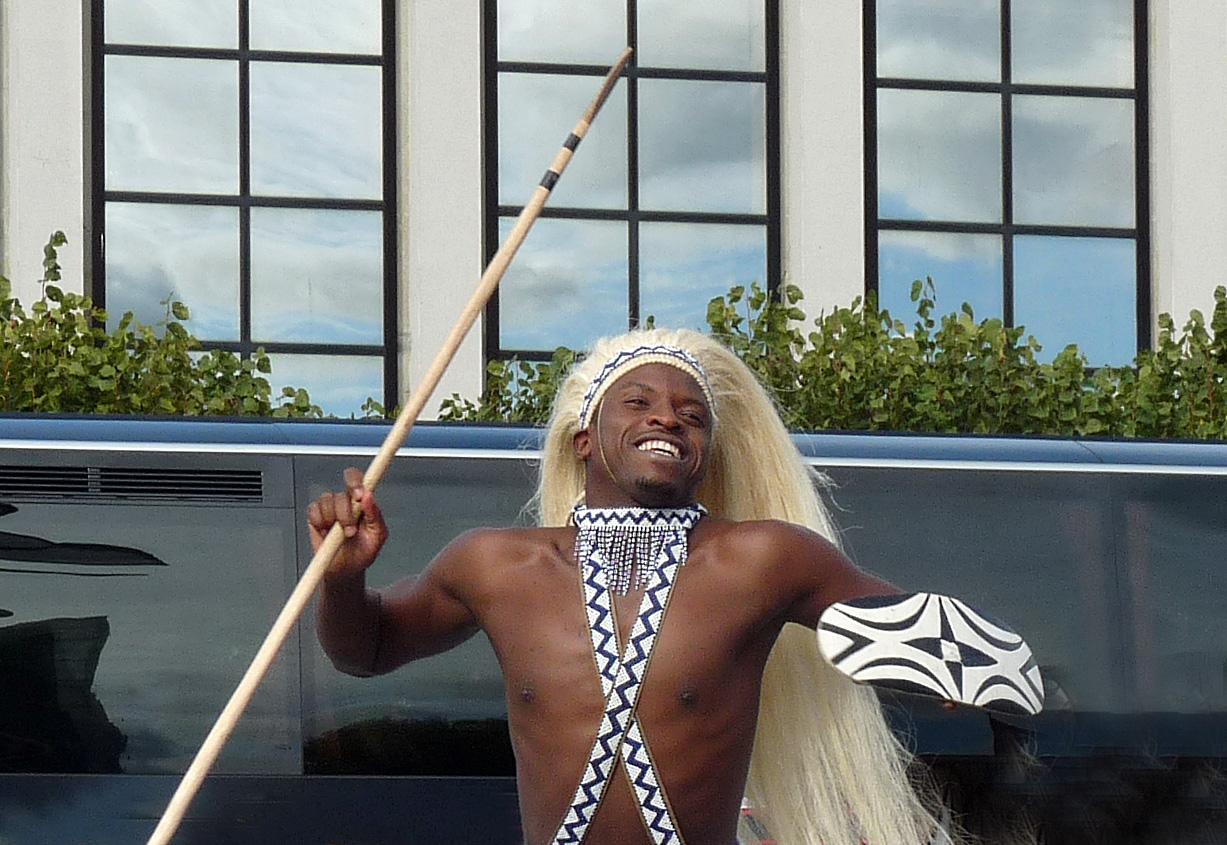
Version moderne (Ballet national du Rwanda).

## Représentations

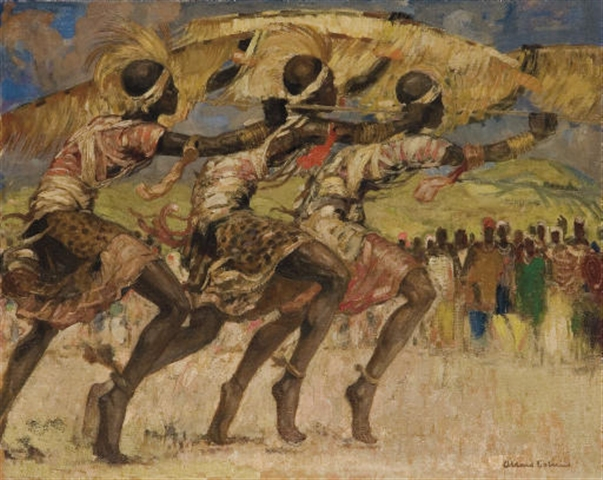
Fernand Allard l'Olivier, Les Lévriers de Musinga (1924).

Les danseurs, comme les guerriers, ont notamment inspiré les peintres africanistes belges, tels que Fernand Allard l'Olivier (1883-1933), André Hallet (1890-1959) ou Marthe Molitor (1904-1994).
Au début des années 1950, la compagnie d'aviation Sabena, qui souhaite promouvoir le Congo belge en tant que destination touristique, choisit un danseur intore pour illustrer une affiche. De fait, l'emblématique crinière tombante du danseur rwandais est parfois utilisée sans discernement par les supports publicitaires.
Outre l'exploitation commerciale, la figure de l'Intore est également au cœur d'enjeux idéologiques. Dans les années 2000, la tradition de l'Itorero est reprise – voire instrumentalisée – par le régime du président Kagame qui cherche à raviver un dispositif de formation guerrière de l’époque précoloniale pour asseoir sa légitimité. La réactivation forcée de ce culte militaire, au nom de la reconstruction et de la réconciliation, inquiète les opposants au Rwanda et au sein de la diaspora.

De son côté, le réalisateur rwandais Eric Kabera a sorti en 2014 un long métrage documentaire, Intore, primé l'année suivante comme « meilleur film humanitaire », dans lequel il montre comment l'art, la musique et la danse, associés à la résilience de la nouvelle génération, ont permis au pays de recouvrer son identité, anéantie par le génocide.

### Filmographie
- Intore, entre la danse et l'art de la guerre, court métrage documentaire d'Aristide Muco et Aristide Katihabwa, Burundi, 2014, 29 min (disponible en integralité sur youtube )
- Burundi 2013 : Danseurs guerriers Intoré (1 min 11)
- Danses intore du Ruanda, images filmées au début des années 1950, par A. Vincke (professeur à l'athénée de Costermansville), sur les hauteurs de Shangugu (3 min 45)